# Simon Breitfuss Kammerlander
Simon Breitfuss Kammerlander est un skieur alpin bolivien d'origine autrichienne, né le 29 novembre 1992 à Pitztal.

## Biographie
Né à Pitzal, dans le Tyrol, il arrive en Bolivie avec son père, qui est entraîneur, lorsqu'il a huit ans pour y rester, appréciant beaucoup le pays. Ils ont eu la chance de rencontrer des membres de la fédération de ski de Bolivie au festival de ski local. Breitfuss a seulement couru sur des courses dites « Citizen » entre 2008 et 2010.
En plus de devoir vivre au mois trois ans sans interruption en Bolivie, le processus de naturalisation a pris plus de six ans, rendant difficile les conditions d'entraînement.
Il fait ses débuts en Coupe du monde en octobre 2016 à Sölden et compte depuis plus de 40 départs.
Aux Jeux olympiques d'hiver de 2018, à Pyeongchang, il est le porte-drapeau de la délégation bolivienne. Son meilleur résultat est une 32e place sur le slalom.
Il a aussi participé aux Mondiaux en 2017, où il est le premier représentant bolivien depuis 1982, 2019 et 2021. En 2019, il se classe notamment troisième du classement général de la Coupe d'Amérique du Sud.

### Jeux olympiques d'hiver
| Épreuve / Édition   | Descente | Super G | Slalom géant | Slalom | Super combiné |
| JO 2018 Pyeongchang | 47e      | 45e     | 43e          | 32e    | Abandon       |

### Championnats du monde
| Épreuve / Édition | Saint-Moritz 2017 | Åre 2019 | Cortina d'Ampezzo 2021 |
| Descente          | -                 | 52e      | -                      |
| Super G           | 46e               | 40e      | -                      |
| Slalom géant      | Abandon           | Abandon  | Abandon                |
| Slalom            | Abandon           | Abandon  | -                      |
| Combiné           | -                 | 41e      | -                      |